# Щербачиха (Свердловская область)
Щербачиха — деревня в Байкаловском районе Свердловской области. Входит в состав Краснополянского сельского поселения. Управляется Чурманским сельским советом.

## География
Населённый пункт расположен на левом берегу реки Иленка в 8 километрах на север от районного центра — села Байкалово.

### Часовой пояс
Щербачиха, как и вся Свердловская область, находится в часовой зоне МСК+2. Смещение применяемого времени относительно UTC составляет +5:00.

## Население
| 2002 | 2010 | 2021 |
| ---- | ---- | ---- |
| 40   | ↘27  | ↘10  |

Структура
По данным переписи 2002 года национальный состав следующий: русские — 100 %. По данным переписи 2010 года в деревне было: мужчин — 10, женщин — 17.

## Инфраструктура
Деревня разделена на две улицы (Ленина и Чапаева).